# ميلتون أوبوتي
أبولو ميلتون أوبوتي (بالإنجليزية: Apollo Milton Obote)‏ (28 ديسمبر 1925 - 10 أكتوبر 2005) كان زعيم أوغندا الذي قاد إلى استقلال أوغندا في عام 1962 من الاستعمار البريطاني. بعد استقلال البلاد، شغل منصب رئيس وزراء أوغندا 1962-1966 ورئيس أوغندا 1966-1971، ثم مرة أخرى 1980-1985. أطيح به من قبل عيدي أمين في انقلاب 1971، ولكن استعاد السلطة عام 1979. وشابت فترة حكمه الثانية بالقمع ومقتل العديد من المدنيين نتيجة للحرب الأهلية في أوغندا.
وفي عام 1985م حدث انقلاب عسكري بقيادة «تيتو اوكلو» أطاح بحكومته ففر أوبوتي إلى تنزانيا ثم في وقت لاحق إلى زامبيا. لعدة سنوات كان يشاع عنه أنه سيعود إلى السياسة الأوغندية. في أغسطس 2005، إلا أنه أعلن عن نيته التنحي عن منصبه كرئيس زعيم اتحاد الوطنيين الكونغوليين. وفي سبتمبر 2005، أفيد أن أوبوتي سيعود إلى أوغندا قبل نهاية عام 2005.
وفي 10 أكتوبر 2005 أُعلن وفاة أوبوتي بسبب مرض الفشل الكلوي في مستشفى في جوهانسبرغ، جنوب أفريقيا.

## روابط خارجية
- ميلتون أوبوتي على موقع الموسوعة البريطانية (الإنجليزية)
- ميلتون أوبوتي على موقع مونزينجر (الألمانية)
- ميلتون أوبوتي على موقع إن إن دي بي (الإنجليزية)